# Militärflugplatz Casarsa della Delizia

i7
i11
i13
Der Militärflugplatz Casarsa della Delizia (ICAO-Code: LIDK) befindet sich in der norditalienischen Region Friaul-Julisch Venetien, etwa 15 Kilometer östlich der Stadt Pordenone und zwei Kilometer westlich von Casarsa della Delizia. Es handelt sich um einen relativ kleinen Heeresflugplatz.

## Infrastruktur und Nutzung
Der Militärflugplatz liegt in der nordostitalienischen Tiefebene, rund sieben Kilometer westlich des Flusses Tagliamento zwischen der Staatsstraße 13 im Norden und der Bahnstrecke Venedig-Udine im Süden. Er verfügt über eine rund 600 Meter lange Graspiste (06/24). Auf der Südseite befinden sich Vorfelder mit Hubschrauberlandeplätzen und Wartungshallen, im Norden weitere Flugplatzeinrichtungen, im Osten größere Kasernenanlagen. Auf dem Flugplatz ist das 5. Heeresflieger-Regiment Rigel stationiert, das mit Kampfhubschraubern vom Typ A 129 und Transporthubschraubern des Musters AB 205 ausgerüstet ist. Letztere sollen durch NH90 ersetzt werden. Der Militärflugplatz Casarsa della Delizia ist nach dem Jagdflieger Francesco Baracca benannt, der 1918 am Piave fiel.

## Geschichte
Der ursprünglich als Luftschiff-Stützpunkt angelegte Flugplatz entstand in seiner heutigen Form ab Mitte der 1950er Jahre. Im Kalten Krieg war ein großer Teil des italienischen Heeres im Nordosten Italiens konzentriert, wo es einen eventuellen Angriff von Streitkräften des Warschauer Pakts abwehren sollte. In Friaul-Julisch Venetien lag der Großteil des V. Korps, das unter anderem aus der Panzerdivision Ariete bestand.
In Casarsa della Delizia befanden sich Teile der Korpstruppen des V. Korps, darunter das 5. Heeresfliegerregiment. In den Kasernenanlagen unmittelbar östlich des Flugplatzes war ein Großteil der Divisionstruppen der Panzerdivision Ariete untergebracht, am Flugplatz selbst war auch die Heeresflieger-Staffel der Division stationiert. Somit war Casarsa während des Kalten Krieges einer der bedeutenderen militärischen Standorte in der Tiefebene im Nordosten des Landes. Hier bereitete man sich vor allem auf dem wenige Kilometer nordwestlich von Casarsa gelegenen Truppenübungsplatz Cellina-Meduna auf den Verteidigungsfall vor, weswegen die Heeresflieger dort oft Einsätze flogen.
Die Geschichte der Heeresflieger in Casarsa begann im Jahr 1956 mit einer kleinen Hubschrauber-Einheit auf AB 47, die 1963 mit neuen AB 204 ausgebaut wurde und schließlich Regiments-Status erhielt. Das 5. Regiment flog in den 1970er Jahren die Modelle AB 204, AB 205 und AB 206 sowie Propellerflugzeuge vom Typ L-19. Um 1990 führte man die neueren Muster A 109 und A 129 ein. 1996 verlegte das 5. Heeresflieger-Regiment auf den rund 30 Kilometer östlich gelegenen Militärflugplatz Campoformido, 1998 trug es in Rimini kurzfristig zum Aufbau des neuen 7. Heeresflieger-Regiments bei und kehrte noch im selben Jahr nach Casarsa della Delizia zurück. Seit dem Jahr 2000 untersteht es der Luftbeweglichen Brigade Friuli.